# Geelvleugelbergbuidelspreeuw
De geelvleugelbergbuidelspreeuw (Cacicus chrysonotus leucoramphus) is een zangvogel uit de familie Icteridae (troepialen). 

## Taxonomie
Dit taxon is als aparte soort in 1845 door de Franse vogelkundige Karel Lucien Bonaparte geldig beschreven. Over deze status bestaat geen consensus. Op de lijst van de  South American Classification Commission staat de soort als ondersoort van de Geelstuitbergbuidelspreeuw (C. chrysonotus) vermeld. BirdLife International merkt dit taxon als soort aan en daarom heeft de vogel een vermelding (als niet bedreigd) op de Rode Lijst van de IUCN.

## Verspreiding en leefgebied
Deze soort telt twee ondersoorten:
- C. c. leucoramphus: van Colombia en westelijk Venezuela tot zuidoostelijk Ecuador.
- C. c. peruvianus: noordelijk en centraal Peru.